# Projekt Riese
Projekt Riese er et kompleks af underjordiske gange ved Walim (tysk: Wüstewaltersdorf) i Polen påbegyndt af Nazityskland under Anden Verdenskrig og delvis afsluttet i 1945.
Gangerne opføres under bjergmassiver ved Osówka, Włodarz i de schlesiske Uglebjergene (Góry Sowie). Tunnelerne under Książ slot (Schloss Fürstenstein) i udkanten af byen Wałbrzych ca. 30 km NV for Walim hører med til komplekset, der muligvis var beregnet til førerhovedkvarter.
Komplekset består af syv anlæg. De kendte tunnelsystemer består i dag af gange med nøgne sprængflader. Dele af kammersystemet har betonvægge.

## Lejrene
| Tyske navne                              | Polske stednavne | Koordinater                                   | Dato for brug       |
| ---------------------------------------- | ---------------- | --------------------------------------------- | ------------------- |
| Gemeinschaftslager I Wüstewaltersdorf    | Walim            | 50°41′50″N 16°26′41″Ø / 50.69722°N 16.44472°Ø | Nov 1943 – maj 1945 |
| Gemeinschaftslager II Dörnhau            | Kolce            | 50°40′7″N 16°23′36″Ø / 50.66861°N 16.39333°Ø  | Nov 1943 – maj 1945 |
| Gemeinschaftslager III Wüstegiersdorf    | Głuszyca         | 50°41′5″N 16°22′21″Ø / 50.68472°N 16.37250°Ø  | Nov 1943 – maj 1945 |
| Gemeinschaftslager IV Oberwüstegiersdorf | Głuszyca Górna   | 50°40′27″N 16°22′44″Ø / 50.67417°N 16.37889°Ø | Nov 1943 – maj 1945 |
| Gemeinschaftslager V Tannhausen          | Jedlinka         | 50°41′55″N 16°21′56″Ø / 50.69861°N 16.36556°Ø | Mar 1944 – 1945     |

| Tyske navne              | Polske stednavne   | Koordinater                                   | Dato for brug           |
| ------------------------ | ------------------ | --------------------------------------------- | ----------------------- |
| AL Dörnhau               | Kolce              | 50°40′7″N 16°23′36″Ø / 50.66861°N 16.39333°Ø  | Jun 1944 – maj 1945     |
| AL Erlenbusch            | Olszyniec          | 50°43′32″N 16°22′57″Ø / 50.72556°N 16.38250°Ø | maj 1944 – maj 1945     |
| AL Falkenberg            | Sowina             | 50°38′39″N 16°28′16″Ø / 50.64417°N 16.47111°Ø | Apr 1944 – Feb 1945     |
| AL Fürstenstein          | Książ              | 50°50′15″N 16°18′5″Ø / 50.83750°N 16.30139°Ø  | maj 1944 – Feb 1945     |
| AL Kaltwasser            | Zimna Woda         | 50°40′30″N 16°23′14″Ø / 50.67500°N 16.38722°Ø | Aug 1944 – Dec 1944     |
| AL Lärche                | Soboń              | 50°41′12″N 16°24′17″Ø / 50.68667°N 16.40472°Ø | Oct–Dec 1944 – Feb 1945 |
| AL Märzbachtal           | Potok Marcowy Duży | 50°41′16″N 16°23′16″Ø / 50.68778°N 16.38778°Ø | Apr–Jun 1944 – Feb 1945 |
| AL Säuferwasser          | Osówka             | 50°40′17″N 16°24′50″Ø / 50.67139°N 16.41389°Ø | Aug 1944 – Feb 1945     |
| AL Schotterwerk          | Głuszyca Górna     | 50°40′18″N 16°22′4″Ø / 50.67167°N 16.36778°Ø  | Apr–maj 1944 – maj 1945 |
| AL Tannhausen            | Jedlinka           | 50°41′55″N 16°21′56″Ø / 50.69861°N 16.36556°Ø | Apr–maj 1944 – maj 1945 |
| AL Wolfsberg             | Włodarz            | 50°42′14″N 16°25′26″Ø / 50.70389°N 16.42389°Ø | maj 1944 – Feb 1945     |
| AL Wüstegiersdorf        | Głuszyca           | 50°41′5″N 16°22′21″Ø / 50.68472°N 16.37250°Ø  | Apr 1944 – Feb 1945     |
| AL Wüstewaltersdorf      | Walim              | 50°41′50″N 16°26′41″Ø / 50.69722°N 16.44472°Ø | Apr 1944 – 1945         |
| Zentralrevier Tannhausen | Jedlinka           | 50°42′0″N 16°21′57″Ø / 50.70000°N 16.36583°Ø  | Nov 1944 – maj 1945     |

## Virksomheder
Virksomheder, der deltog i projektet:
- Ackermann
- Albert Hoff Tiefbau-Unternehmung
- Argo-Waldenburg
- Artur Becker
- Artur Johr, Berlin
- Butzer and Holzmann
- Deutsche Hoch und Tiefbaugessellschaft
- Dübner
- Dybno
- Dynamit
- Eule
- Fix
- Friedrich Krupp
- Geppardt
- Ghiseri
- Hegerfeld
- Hoffmanswerke
- Hotze
- Humbert
- Hutto
- Jank
- Kemna und Co.
- Klaus Ackermann Tunnel-, Tief- und Eisenbahn
- Krause
- Lamm
- Lenz
- Lingen
- Messinger
- Mühlhausen
- NSKK (Nationalsozialistisches Kraftkorps)
- Otto Trebitz
- Otto Weil
- Philipp Holzmann
- Pischel
- Putzer und Holzmann
- Sager und Wörner
- Sänger und Laninger
- Schallhorn
- Schlesiche Bau
- Seidenspinner
- Singer und Müller
- Steinhage
- Stohl
- Tebe und Bucer
- Tiefbau-Unternehmung Ewald Mühlhaus
- Union-Bau Schlesien Beton-Tief-Hoch und Straßenbau
- Urban
- VDM (Vereinigte Deutsche Metallwerke)
- Wayss und Freytag
- Websky
- Weiden und Petersil

## Galleri
- Kompleks Włodarz
- Kompleks Rzeczka
- Kompleks Rzeczka
- Kompleks Osówka
- Kompleks Osówka
- Kompleks Osówka
- Kompleks Osówka
- Kompleks Osówka
- Kompleks Osówka
- Kompleks Osówka